# Juan Cayetano Gómez de Portugal y Solís
Juan Cayetano Gómez de Portugal y Solís (7 de julio de 1783, San Pedro Piedra Gorda, Reino de Nueva Galicia, Virreinato de Nueva España, Imperio Español - 4 de abril de 1850, Morelia, Michoacán, México) fue un clérigo y político mexicano de origen neogallego que ejerció como obispo de Michoacán, ministro de Justicia y Negocios Eclesiásticos, senador y presidente de la Cámara de Diputados de la República Mexicana. Fue uno de los padres de la Constitución de 1824 y del Federalismo Mexicano. Nombrado cardenal in pectore por el papa Pío IX en año 1850, fue el primer americano en recibir el nombramiento de cardenal, a pesar de fallecer días antes de arribar a Michoacán la noticia de su confirmación.

## Origen
Juan Cayetano José María Gómez de Portugal y Solís nació el 7 de julio de 1783 en San Pedro Piedra Gorda, Reino de la Nueva Galicia, siendo hijo de don José Pascual Gómez de Portugal y Franco de Paredes, mayordomo de los diezmos de Piedra Gorda, y de doña Francisca de Solís, ambos originarios de Santa María de los Lagos. Se le nombró en honor a su abuelo paterno, don Juan Cayetano Gómez de Portugal y López de Aguirre, bisnieto de don Diego Gómez de Portugal "el Mozo", uno de los primeros pobladores de Santa María de los Lagos, y de su esposa doña Isabel Flores de la Torre (de la descendencia del licenciado Diego Pérez de la Torre, gobernador y capitán general del Reino de la Nueva Galicia).

## Estudios y curato de Zapopan
Poco después de su nacimiento, su familia se trasladó nuevamente a Santa María de los Lagos, donde realizó sus primeros estudios.
Realizó sus estudios en el Seminario Conciliar de Guadalajara donde compartió aulas con Valentín Gómez Farías, Anastasio Bustamante, Juan de Dios Cañedo, entre otros, concluyendo el curso de Artes en el año de 1800. En 1801 recibió el título de bachiller en Artes, y en 1805 el de bachiller en teología por la Real Universidad de Guadalajara. 
Fue ordenado sacerdote por don Juan Ruiz de Cabañas, obispo de Guadalajara. Impartió diversas cátedras en el Seminario Conciliar, entre ellas la de filosofía. Se destacó como literato, fue miembro de varias sociedades literarias.  
En 1819 fue nombrado párroco de Zapopan, manteniéndose en el cargo hasta 1830. En 1816 le fue concedido el grado de doctor en teología por la Real Universidad de Guadalajara.

## Trayectoria política

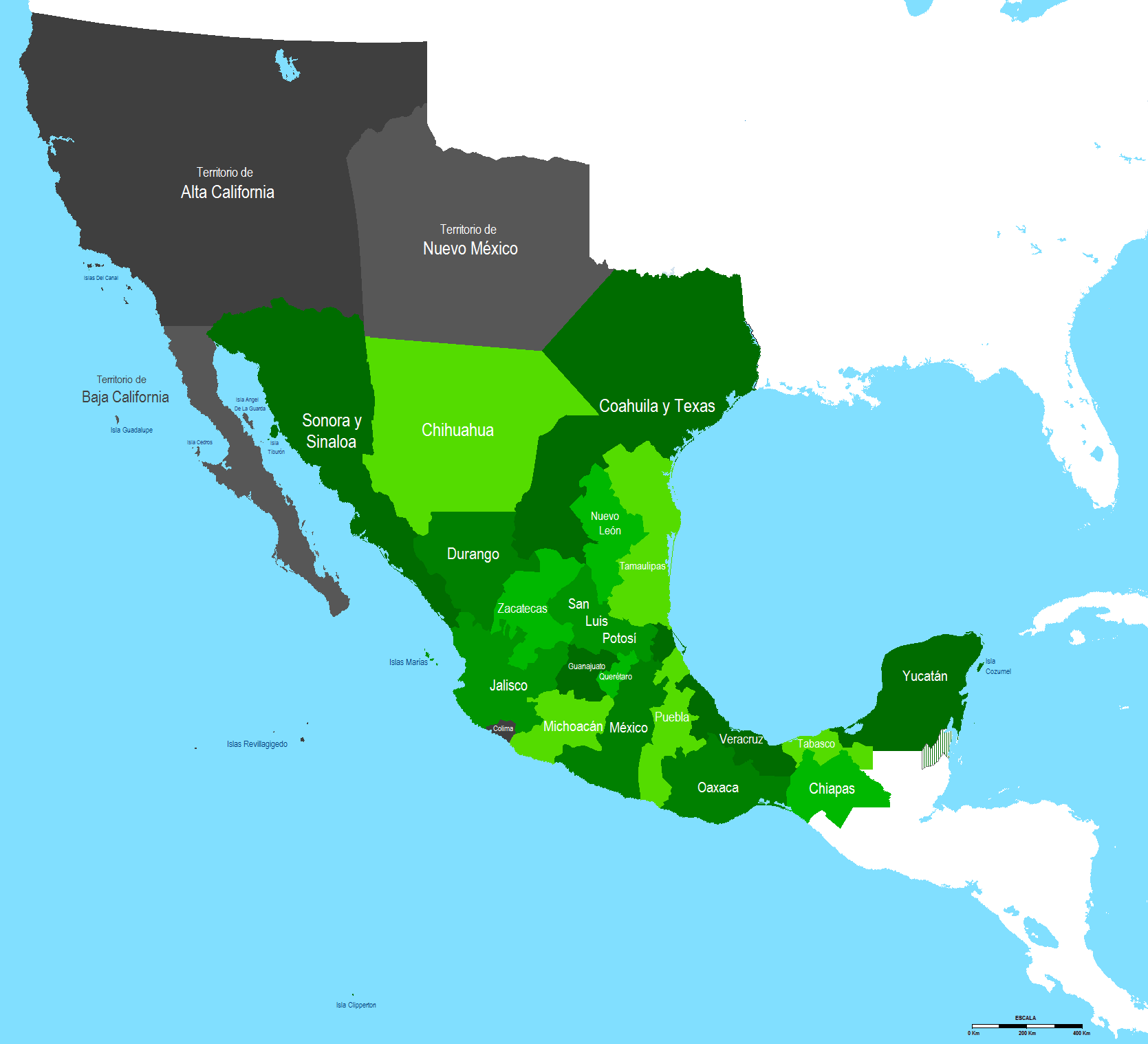
División administrativa de México tras la Constitución de 1824

En 1821, una vez consumada la independencia del Imperio Mexicano, formó parte de la Junta Consultiva y Auxiliar de Guadalajara y en 1822 de la Diputación Provincial de Jalisco. En 1823, fue enviado junto a Prisciliano Sánchez Padilla (quien fuera su discípulo) para reunirse con otros diputados provinciales del imperio en la ciudad de la Puebla de los Ángeles, y así planear una respuesta al Plan de Casa Mata, que había abolido el imperio. Ese mismo año, fue electo diputado por Jalisco al Congreso Constituyente de 1823-1824, figurando entre los signatarios del Acta Constitutiva de la Federación Mexicana y de la Constitución Federal de los Estados Unidos Mexicanos.
Fue elegido para representar al Estado de Guanajuato (en cuya jurisdicción quedó su ciudad natal) durante las siguientes tres legislaturas. En 1830 fue elegido senador por el Estado de Jalisco. Fue presidente de la Cámara de Diputados en tres ocasiones, fue parte del grupo de diputados que defendía el federalismo.

## Obispado de Michoacán
El 19 de octubre de 1830 fue nombrado obispo titular de Claudiópolis. El 21 de febrero de 1831 fue preconizado obispo de Michoacán, por el papa Gregorio XVI, y consagrado el 21 de agosto del mismo año por don Francisco Pablo Vázquez, obispo de Puebla, en el Templo de la Profesa en la Ciudad de México. Sobre su toma de posesión subsiste una crónica de Agustín Rivera que dice:  
"Al ir a recibir la diócesis, en las afueras de la vieja Valladolid, hoy Morelia, y ante la muchedumbre que se había reunido para darle la bienvenida, el Cabildo de la Catedral le entregó un báculo de oro y el Ayuntamiento otro de plata, para que apoyado en ellos penetrara a pie, bajo palio. Entonces el señor Portugal mandó que le trajeran el báculo de don Vasco de Quiroga que era de madera, y portándolo con veneración, llegó hasta la Catedral..."  
Una vez que tomó posesión de su mitra, realizó una gira de dos años por su diócesis. Propuso a la Santa Sede y al gobierno la necesidad de dividirla. El 12 de mayo de 1834 salió desterrado de Michoacán en consecuencia de la desobediencia al decreto del presidente Valentín Gómez Farías relativo al nombramiento de dignidades eclesiásticas, instalándose en el Convento de San Joaquín en la Ciudad de México, sin renunciar a su titularidad episcopal. 

## Ministro de Justicia y Negocios Eclesiásticos
Depuesto Gómez Farías, su sucesor Antonio López de Santa Anna derogó el decreto anterior el 31 de junio de 1834, nombrando a Gómez de Portugal Ministro de Justicia y Negocios Eclesiásticos de su gobierno, cargo que ejerció bajo renuncia de sueldo hasta el 25 de noviembre del mismo año, cuando renunció por oposición a diversas políticas gubernamentales.

## Últimos años y elevación cardenalicia
Restableció su labor episcopal en Michoacán en 1845, y en 1855 publicó una carta pastoral en la cual defendió la independencia de la Iglesia católica frente al Estado. 
Fundó el seminario de León, el instituto de las Hermanas de la Caridad en Silao, y el Seminario de Coyuca en Pátzcuaro.
Murió el 4 de abril de 1850 en la ciudad de Morelia, sede de su episcopado. El 11 de mayo del mismo año llegó a Morelia la carta del cardenal Giacomo Antonelli, secretario de Estado pontificio, la cual anunciaba su elevación a la dignidad cardenalicia por parte del papa Pío IX, siendo con ello el primer clérigo nacido en América en recibir tal dignidad, aunque no la haya llegado a disfrutar. No volvió a haber un nombramiento similar hasta el del cardenal Garibi, arzobispo de Guadalajara, en 1958. 
La Cuesta de Portugal, en la ciudad de Pátzcuaro, está nombrada en su honor.

## Obras
- Enérgica y razonada protesta contra la célebre ley del 11 de enero de 1837, documento elogiado por el papa Pío IX
- Protesta del Ilmo. Sr. Obispo de Michoacán contra la ley del 11 de enero de 1847
- Pastoral de Michoacán (1849)
- Los seudoliberales, o la muerte de la República Mexicana (1851)
- Pastoral del Ilmo. Sr. Dr. D. Juan Cayetano G. de Portugal, dignísimo obispo que fue de Michoacán (recopilación póstuma, 1852).